# Goose Green
Goose Green ist ein Ort auf der Lafonia-Halbinsel auf Ostfalkland.  Er war 1982 Schauplatz einer Schlacht des Falklandkrieges.

## Geographie
Der Ort hatte 40 Einwohner zum Stand der Volkszählung 2012 und ist die zweitgrößte Siedlung auf den Falklandinseln. Er liegt 3,2 Kilometer südlich von Darwin auf dem Isthmus der Insel am Choiseul Sound.  
Das Gelände der Farm Goose Green, auf dem Schafzucht und -haltung betrieben werden, umfasst 1700 Quadratkilometer. 

## Geschichte
Er wurde 1875 als Produktionsstätte für Talg gegründet und war 1982 Schauplatz einer Schlacht des Falklandkrieges. In der Dorfhalle von Goose Green wurden von der argentinischen Armee etwa einhundert Zivilisten interniert, welche sich aus Stanley hierhin in Sicherheit gebracht hatten. Der Flugplatz in Goose Green war nicht nur der dem britischen Brückenkopf nächste argentinische Stützpunkt, er stellte auch die größte feindliche Truppenkonzentration außerhalb der Inselhauptstadt Stanley dar.
Am 28. Mai 1982 griff das 2. Bataillon des Parachute Regiment unter Oberstleutnant Herbert Jones einen argentinischen Verband an, um Zugang nach Lafonia zu erlangen. Der Kampf endete mit einem Sieg der Briten am folgenden Tag. Auf britischer Seite starben 17 Soldaten, darunter auch der Bataillonskommandeur Jones. Bei den Kämpfen verloren rund 50 Argentinier ihr Leben, rund 90 wurden verwundet. Die Anzahl der unverwundeten argentinischen Gefangenen betrug 961.